# Marion Leonard

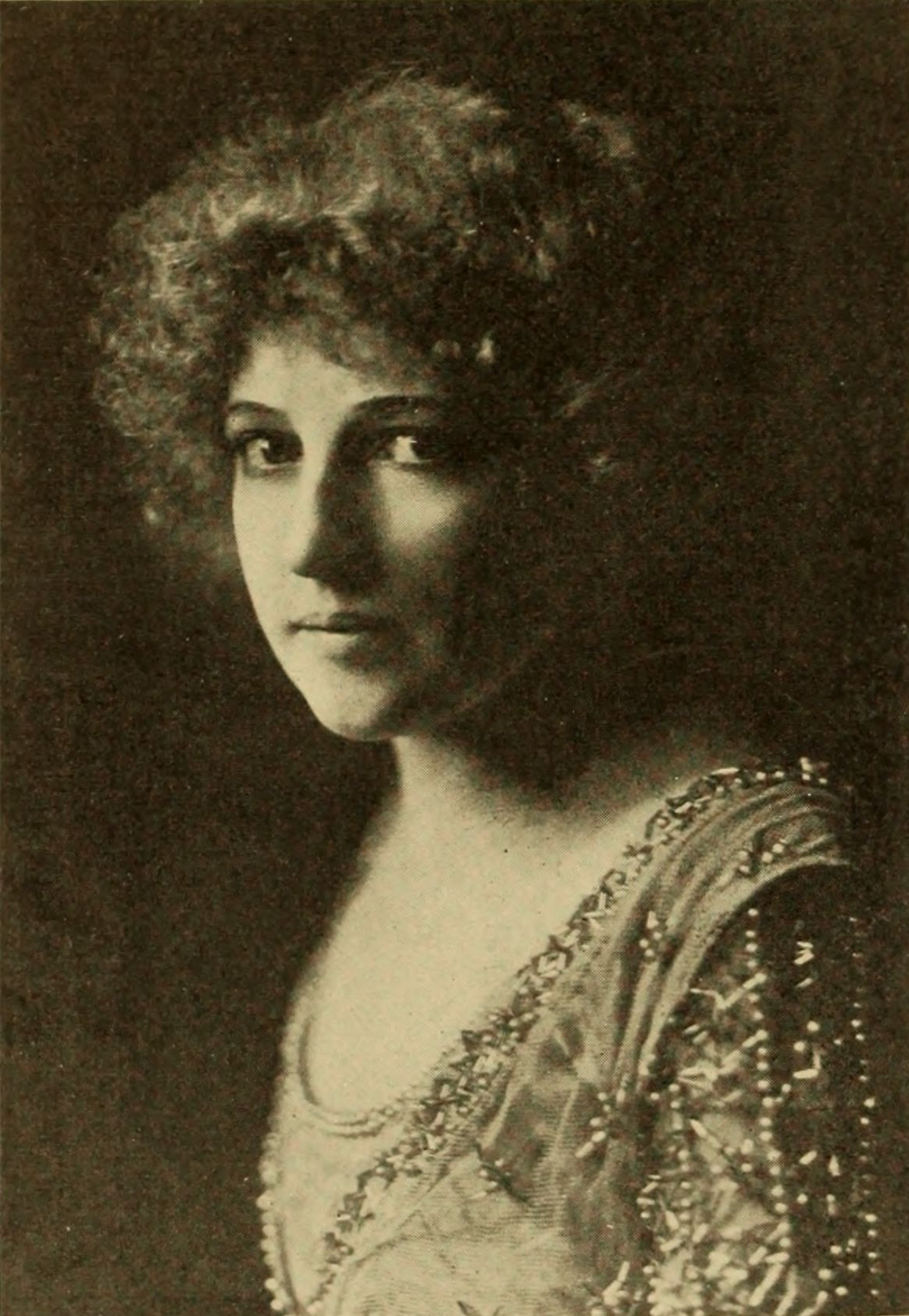
Marion Leonard, 1912

Marion Leonard (* 9. Juni 1881 in Cincinnati, Ohio; † 9. Januar 1956 in Woodland Hills, Kalifornien) war eine US-amerikanische Schauspielerin, Regisseurin, Filmproduzentin und Drehbuchautorin der Stummfilmzeit.

## Karrierestart

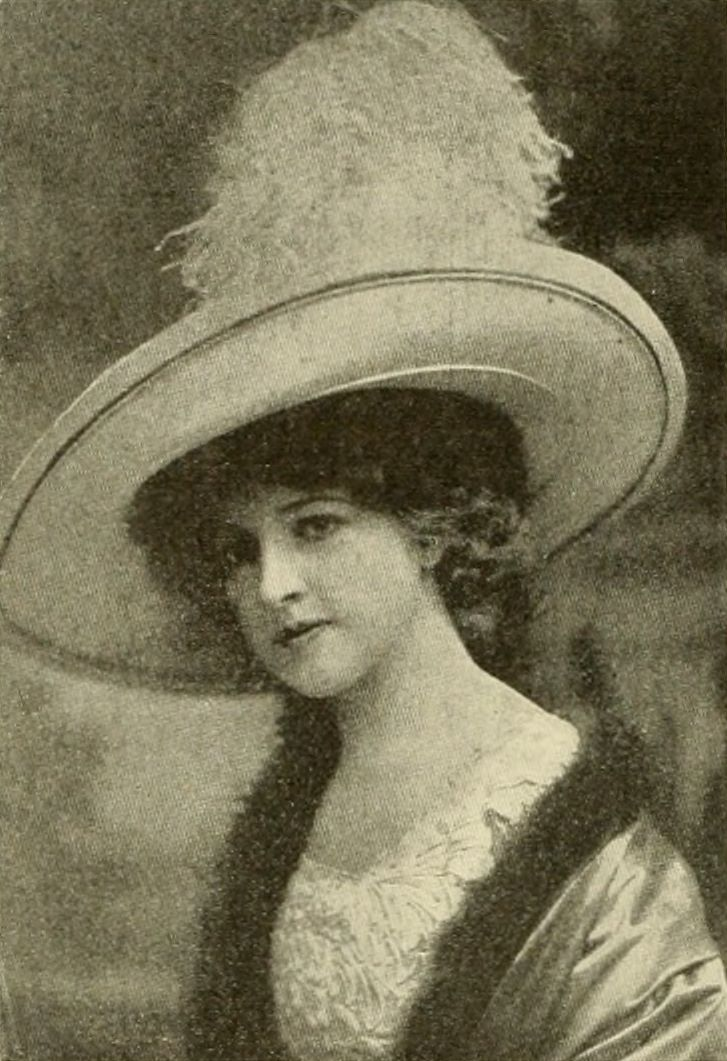
Marion Leonard, 1911

Marion Leonard begann ihre Karriere als Theaterschauspielerin. 1907 hatte sie erstmals Kontakt mit der Filmindustrie, als sie kurzzeitig Gene Gauntier, den Star der Kalem Company, vertreten konnte. Ihre Filme aus der Zeit bei Kalem sind sämtlich verschollen und es sind nicht einmal Erwähnungen in Filmografien erhalten. Im Alter von 27 Jahren wurde Leonard 1908 von der American Mutoscope and Biograph Company unter Vertrag genommen. Ihr erster Film für Biograph war, unter der Regie von Wallace McCutcheon jr. (1884–1928), At the Crossroads of Life. Das Drehbuch schrieb David W. Griffith, der auch als Darsteller auftrat.
D. W. Griffith wurde bald der wichtigste Regisseur von Biograph. Entgegen einem später entstandenen Mythos, dass Griffith bevorzugt mit Laiendarstellern arbeitete, die er nach seinen Wünschen formen konnte, beschäftigte Griffith von Anfang an Schauspieler mit Theatererfahrung. Innerhalb eines Jahres erhielt Leonard ihre ersten Hauptrollen. John R. Cumpson, Charles Inslee, Arthur V. Johnson, Michael Sinnott (später als Mack Sennett bekannt), Harry Solter, Marion Leonard, die ehemalige Tänzerin Florence Lawrence und Linda Arvidson waren die wichtigsten Schauspieler Biographs. Florence Lawrence war die erste Schauspielerin, die als Biograph Girl bezeichnet und auch so vermarktet wurde – die Namensnennung der Schauspieler in Vor- oder Nachspann und die Werbung mit den Namen der Hauptdarsteller wurde erst später üblich, und Biograph vermied besonders lange jede namentliche Erwähnung ihrer Stars. Nach dem Fortgang von Lawrence brauchte das Unternehmen ein neues Biograph Girl. Als diese Nachfolgerin wird häufig Mary Pickford genannt, es war jedoch zunächst Marion Leonard. In 32 der Filme, die Leonard bei Biograph drehte, wirkte aber auch die junge Mary Pickford mit.

## Heirat und Wechsel zu Reliance Pictures und Universal Pictures
Bei ihrer Arbeit für die Biograph Company lernte Leonard den Drehbuchautor und Regisseur Stanner E. V. Taylor kennen, sie heirateten 1909. Seinerzeit konnte die Independent Moving Pictures Company mit Florence Lawrence und Mary Pickford zwei der größten Stars der Biograph abwerben und damit anderen Filmgesellschaften den Weg aufzeigen. 1910 wurden zahlreiche Schauspieler der Biograph von Reliance Pictures abgeworben, einer Marke der 1909 von Adam Kessel und Charles O. Baumann gegründeten New York Motion Picture Company. Zu ihnen gehörten Leonard und Taylor, die nach ihrer Zeit bei den Reliance Pictures zu Universal Pictures gingen und auch für andere Studios wie Vitagraph und ihre eigenen Produktionsgesellschaften Gem Motion Picture Company und die Monopol Film Company arbeiteten.

## Eigene Studios

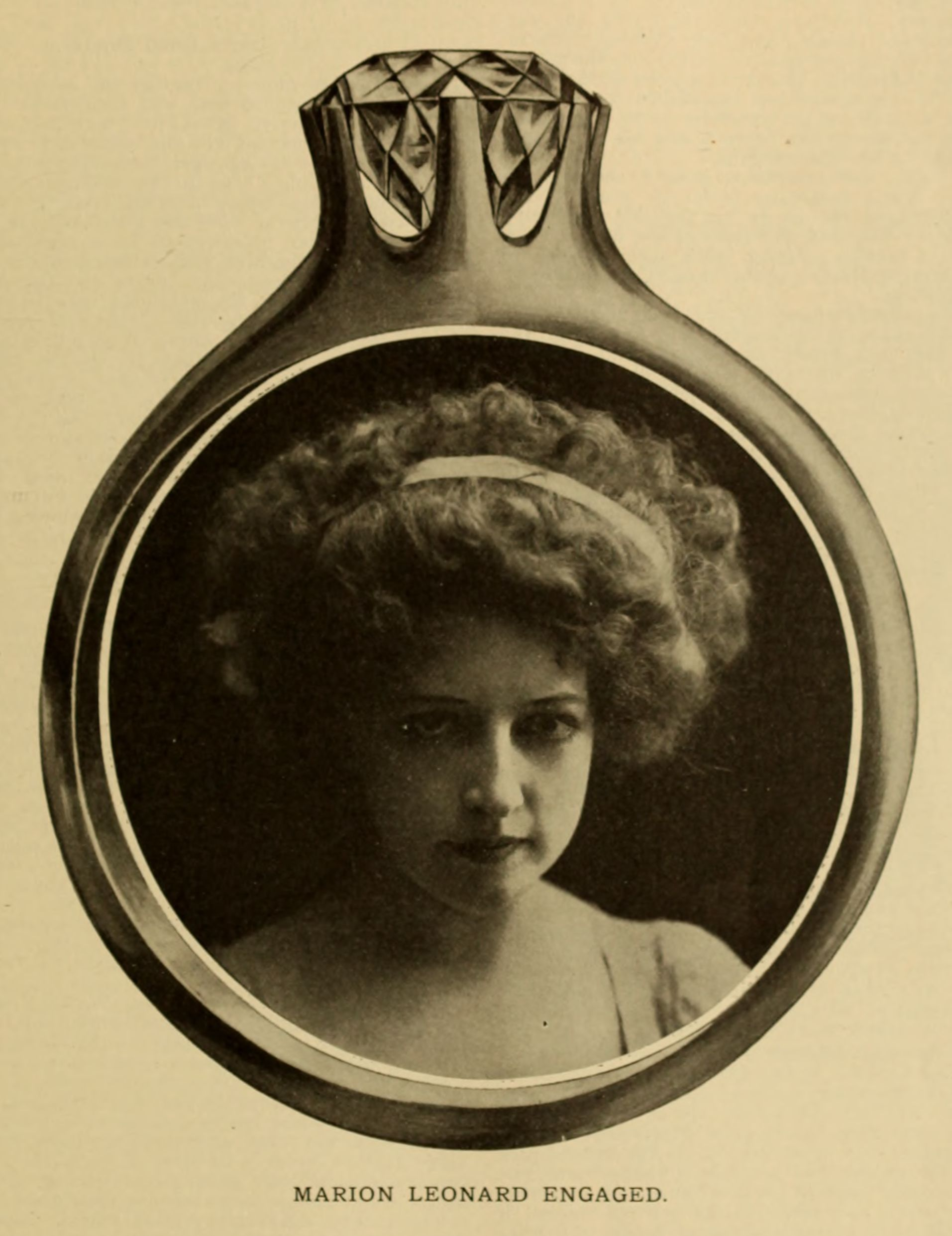
Verlobungsanzeige der Gem Motion Picture Company mit Marion Leonard, 18. November 1911

1910 gründeten Marion Leonard und Stanner E. V. Taylor ihre eigene Filmproduktion, die Gem Motion Picture Company. Produziert wurden hochwertige Langfilme rund um Marion Leonard als Hauptdarstellerin. Auch die Werbung war ganz auf den Star Leonard ausgerichtet, und außergewöhnlich innovativ. So erschien im November 1911 in einer Ausgabe der Filmzeitschrift The Moving Picture World eine ganzseitige Anzeige mit einem Porträt Leonards, eingefasst in einen prächtigen Brillantring, nur mit der Unterschrift MARION LEONARD ENGAGED. Das Spiel mit dem Wort engaged, das sowohl „verlobt“ als auch „angestellt“ oder „engagiert“ bedeuten kann, wurde in einer später erschienenen Anzeige wieder aufgenommen: in einem abgedruckten Brief bestätigt Leonard ihre „Verlobung“ (mit Gem). Das große Aufsehen, das Sarah Bernhardt beim US-amerikanischen Publikum erregt hatte – wenige Monate zuvor war ihr Film Camille (deutsch: Die Kameliendame) in die Kinos gekommen – wurde ebenfalls ausgenutzt. Eine Anzeige in der Moving Picture World stellte Bernhardt und Leonard gegenüber: SARAH BERNHARDT is the foremost living female interpreter of human emotions on the stage today (...) the greatest interpreter of human emotions in the moving picture field is MARION LEONARD! (deutsch: SARAH BERNHARDT ist die führende Darstellerin menschlicher Gefühle auf der heutigen Bühne (...) die größte Darstellerin menschlicher Gefühle im Film ist MARION LEONARD!).
Die bei Gem produzierten Filme verfestigten das Bild Leonards als Darstellerin starker Frauen und tapferer und ehrenwerter Heldinnen. In dem ersten Film, dem Bürgerkriegsdrama The Defender of the Name, variierte sie das seinerzeit populäre Thema der Spionin hinter feindlichen Linien, indem sie nach dem Suizid des Bruders dessen Spionageauftrag ausführte, das Ergebnis in die Hand des Toten legte, und so die Familienehre rettete. Aufgrund von Schwierigkeiten mit der Vertriebsgesellschaft konnte Gem nicht eine der eigenen Produktionen in die Kinos bringen. Das Unternehmen verkaufte zum Jahreswechsel 1911/1912 seine Filme an die Rex Motion Picture Manufacturing Company und stellte den Geschäftsbetrieb ein.

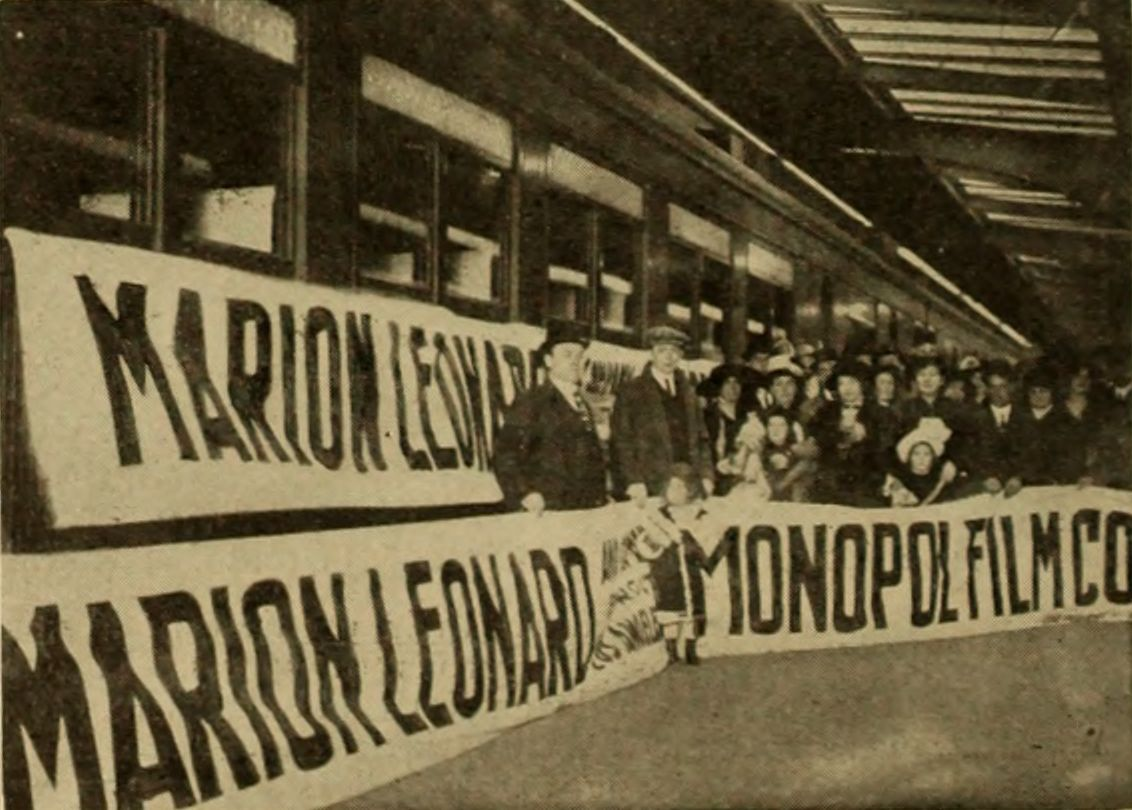
Sonderzug der Monopol Film Company unmittelbar vor der Abfahrt nach Hollywood, 24. November 1912

Mit der Monopol Film Company gründeten Leonard und Taylor noch 1912 eine neue Filmgesellschaft. In ihrer Werbung verkündeten sie, dass das Leonard gezahlte Gehalt von 1.000 US-Dollar pro Woche, auf der Basis eines Vertrags über 42 Wochen, „vielleicht“ das höchste jemals einer Filmschauspielerin gezahlte Gehalt sei. Es ist ungeklärt, ob Leonard tatsächlich dieses Gehalt bekam, oder ob es sich nur um einen Werbegag ihrer eigenen Firma handelte. Allerdings benutzten Leonard und Taylor damit erstmals die Höhe der Gehälter als werbliche Aussage, und sie hatten ihren Anteil an der Entwicklung der Einkünfte von Filmstars bis in astronomische Höhen. Damit trugen sie zu einer namentlich von den Vertretern der Biograph Company sehr gefürchteten Entwicklung bei, einem Preiswettbewerb der Studios. Am 24. November 1912 verließ ein Sonderzug mit dem Equipment der Monopol Film Company New York mit dem Ziel Hollywood. An Bord waren zwanzig Schauspieler und andere Mitarbeiter des Unternehmens, das noch vor dem Bau der Studioanlagen in unmittelbarer Nähe der Universal Studios unter freiem Himmel mit den Dreharbeiten beginnen wollte. Geplant war die monatliche Produktion von zwei Spielfilmen mit einer Länge von 1.000 Metern oder mehr.
Mit ihrem Film As in a Looking Glass, mit Leonard als Hauptdarstellerin und Produzentin und Taylor als Regisseur, wagten beide den Verzicht auf jegliche Zwischentitel. Seinerzeit war die „realistische Darstellung“ erklärtes Ziel aller Filmschaffenden, und Zwischentitel galten einerseits als störende Elemente, andererseits wurden sie für unverzichtbar gehalten. Noch Mitte 1913 entstand mit The Seed of the Fathers ein Film mit Marion Leonard auf sechs Rollen, der als die erste Buchadaption dieser Länge beworben wurde. Wenige Monate später musste Monopol den Geschäftsbetrieb infolge der Insolvenz eines Geldgebers einstellen.

## Rückzug aus dem Filmgeschäft
Auf Monopol folgte als letzte Produktionsgesellschaft des Paares Leonard und Taylor die kurzlebige Mar-Leon Corporation. Sie produzierte bis 1915 mehrere Filme mit Leonard als Hauptdarstellerin und wahrscheinlich auch als Produzentin. Anschließend zog sich Marion Leonard aus dem Filmgeschäft zurück und wurde von der Öffentlichkeit fast vergessen. 1926, mit 45 Jahren, hatte sie noch einmal einen Auftritt in Her Actor Friend, einer Filmkomödie von Mack Sennett. Marion Leonard starb sieben Jahre nach Stanner E. V. Taylor am 9. Januar 1956 im Motion Picture & Television Country House and Hospital in Woodland Hills, Kalifornien.

## Filmografie (Auswahl, 1908–1912 nur Kurzfilme)
- 1908: At the Crossroads of Life
- 1908: The Tavern Keeper’s Daughter
- 1908: The Bandit’s Waterloo
- 1908: The Greaser’s Gauntlet
- 1908: The Fatal Hour
- 1908: Where the Breakers Roar
- 1908: Father Gets in the Game
- 1908: The Feud and the Turkey
- 1908: The Test of Friendship
- 1908: An Awful Moment
- 1908: The Christmas Burglars
- 1908: The Helping Hand
- 1909: One Touch of Nature
- 1909: The Maniac Cook
- 1909: Love Finds a Way
- 1909: The Sacrifice
- 1909: A Rural Elopement
- 1909: The Criminal Hypnotist
- 1909: The Fascinating Mrs. Francis
- 1909: The Welcome Burglar
- 1909: The Cord of Life
- 1909: The Girls and Daddy
- 1909: The Brahma Diamond
- 1909: A Wreath in Time
- 1909: Tragic Love
- 1909: The Joneses Have Amateur Theatricals
- 1909: The Hindoo Dagger
- 1909: The Politician’s Love Story
- 1909: The Golden Louis
- 1909: At the Altar
- 1909: The Prussian Spy
- 1909: A Fool’s Revenge
- 1909: The Roue’s Heart
- 1909: The Salvation Army Lass
- 1909: The Lure of the Gown
- 1909: The Voice of the Violin
- 1909: And a Little Child Shall Lead Them
- 1909: A Burglar’s Mistake
- 1909: The Medicine Bottle
- 1909: A Drunkard’s Reformation
- 1909: Trying to Get Arrested
- 1909: A Rude Hostess
- 1909: The Winning Coat
- 1909: The Drive for a Life
- 1909: Lucky Jim, auch Koregie
- 1909: Tis an Ill Wind That Blows No Good
- 1909: The Eavesdropper
- 1909: The Note in the Shoe
- 1909: The Jilt
- 1909: Resurrection
- 1909: Two Memories
- 1909: His Duty
- 1909: The Violin Maker of Cremona
- 1909: The Lonely Villa
- 1909: A New Trick
- 1909: The Faded Lilies
- 1909: Her First Biscuits
- 1909: The Peachbasket Hat
- 1909: The Way of Man
- 1909: With Her Card
- 1909: The Indian Runner’s Romance
- 1909: The Mills of the Gods
- 1909: Pranks
- 1909: The Sealed Room
- 1909: The Hessian Renegades
- 1909: Comata, the Sioux
- 1909: The Children’s Friend
- 1909: The Broken Locket
- 1909: Leather Stocking
- 1909: Pippa Passes; or, The Song of Conscience
- 1909: Fools of Fate
- 1909: His Lost Love
- 1909: The Expiation
- 1909: In the Watches of the Night
- 1909: Lines of White on a Sullen Sea
- 1909: The Gibson Goddess
- 1909: Nursing a Viper
- 1909: The Light That Came
- 1909: The Restoration
- 1909: A Sweet Revenge
- 1909: In the Window Recess
- 1909: The Death Disc: A Story of the Cromwellian Period
- 1909: Through the Breakers
- 1909: The Test
- 1909: A Trap for Santa Claus
- 1909: In Little Italy
- 1909: The Day After
- 1909: The Heart of an Outlaw
- 1910: The Rocky Road
- 1910: On the Reef
- 1910: The Call
- 1910: The Cloister’s Touch
- 1910: The Duke’s Plan
- 1910: In Old California
- 1910: The Converts
- 1910: Gold Is Not All
- 1910: His Last Dollar
- 1910: The Two Brothers
- 1910: As It Is in Life
- 1910: Thou Shalt Not
- 1910: The Gold Seekers
- 1910: Love Among the Roses
- 1910: Over Silent Paths
- 1910: An Affair of Hearts
- 1910: The Call to Arms
- 1910: A Salutary Lesson
- 1910: The Sorrows of the Unfaithful
- 1910: The Oath and the Man
- 1910: Rose o’ Salem Town
- 1910: The Gray of the Dawn
- 1910: The Armorer’s Daughter
- 1910: Where Sea and Shore Doth Meet
- 1910: Under a Changing Sky
- 1910: Moulders of Souls
- 1910: So Runs the Way
- 1910: When Woman Wills
- 1910: A Dispensation
- 1910: The Thin Dark Line
- 1910: The Refuge
- 1910: A Sacrifice, and Then
- 1911: The Two Paths
- 1911: As the Master Orders
- 1911: The Hour of Fate
- 1911: On Kentucky Soil
- 1911: A Country Girl
- 1911: The Vows
- 1911: For Remembrance
- 1911: The Last Laugh
- 1911: A Brass Button
- 1911: The Command from Galilee
- 1911: The School Ma’am’s Courage
- 1911: The Little Avenger
- 1911: Souls Courageous
- 1911: Ever the Accuser
- 1911: The Trump Card
- 1911: From the Valley of Shadows
- 1911: At Sword’s Points
- 1911: Tangled Lines
- 1911: Till Death Do Us Part
- 1911: A Tale of Ebon Tints
- 1911: In the Tepee’s Light
- 1911: Such Is the Kingdom
- 1911: Over the Shading Edge
- 1911: A Left Hook
- 1911: The Conflict
- 1911: The Harvest
- 1911: O’er Grim Fields Scarred
- 1911: In Flowers Paled
- 1911: The Minute and the Maid
- 1911: The Price of Vanity
- 1911: For His Sake
- 1912: The Defender of the Name, auch Produzentin
- 1912: Through Twisting Lanes
- 1912: So Speaks the Heart
- 1912: Under Her Wing
- 1912: The End of the Circle
- 1912: Through Flaming Gates
- 1912: Songs of Childhood Days
- 1912: In Payment Full
- 1912: The Strength of the Weak
- 1912: The Light on the Way
- 1912: The Unending Love
- 1912: The Seal of Time
- 1912: While Wedding Bells Ring Out
- 1912: The Serpent’s Eyes
- 1912: A Thorn in Vengeance
- 1912: The Eternal Conflict
- 1912: What Avails the Crown
- 1912: Stars: Their Courses Change
- 1912: Ashes of Hope
- 1912: Tears o’ Peggy
- 1912: The Diamond Path
- 1912: The Voice of the Millions
- 1912: Looking Backward
- 1912: The Unknown Bride
- 1912: The Mother Heart
- 1912: When Love Rules
- 1912: Through Memory Blank
- 1912: The Hour of Peril
- 1912: None Can Do More
- 1912: Thus Many Souls
- 1912: The Leader of the Band
- 1912: In Honor Bound
- 1912: The Ghost of a Bargain
- 1912: Lost a Husband
- 1912: The Conflict’s End
- 1912: The Hidden Bonds
- 1912: Through a Higher Power
- 1913: As in a Looking Glass (Kurzfilm, auch Produzentin)
- 1913: The Dead Secret, auch Produzentin
- 1913: Carmen (Kurzfilm, auch Produzentin)
- 1913: Those Who Live in Glass Houses (Kurzfilm, auch Produzentin)
- 1913: The Seed of the Fathers
- 1913: A Tender–Hearted Crook (Kurzfilm)
- 1913: Journey’s Ending (Kurzfilm, auch Produzentin)
- 1913: In the Watches of the Night (Kurzfilm)
- 1913: A Leaf in the Storm (Kurzfilm, auch Produzentin)
- 1914: The Rose of Yesteryear (Kurzfilm)
- 1913: Those Little Flowers, auch Drehbuch
- 1914: The Awakening of Donna Isolla (Kurzfilm, auch Produzentin)
- 1914: Mother Love
- 1914: The Light Unseen, auch Produzentin
- 1914: The Drift (Kurzfilm, auch Produzentin)
- 1914: The Romany Rye (Kurzfilm)
- 1915: The Vow
- 1915: The Dragon’s Claw (Kurzfilm)
- 1926: Her Actor Friend